# 가우머가시주머니생쥐
가우머가시주머니생쥐(Heteromys gaumeri)는 주머니생쥐과에 속하는 설치류의 일종이다. 벨리즈 북부와 과테말라 그리고 멕시코의 유카탄 반도에 분포하며, 저지대 준-탈락성 숲과 가시 관목 지대에서 서식한다. 야행성, 육상성 동물이다. 홀로 생활하며, 강한 텃세적 습성을 갖고 있다. 학명과 통용명은 1885년부터 1929년까지 유카탄 반도에서 생활했던 의사 겸 생물학자인 가우머(George F. Gaumer)의 이름에서 유래했다.